# 茶木則雄
茶木 則雄（ちゃき のりお、1957年 - 2024年9月）は、日本のライター、書評家、書店員。日本推理作家協会会員。
『このミステリーがすごい!』大賞選考委員を第15回まで務める。

## 略歴
広島県庄原市生まれ。東京大学を目指して、3年浪人。青山学院大学中退。在学中は推理小説研究会に所属。
アルバイトをしていた阿佐ヶ谷の書店「書楽」で白夜書房の藤脇邦夫と知り合い、PR誌『白夜通信』に寄稿。1986年に開店した神楽坂のミステリー専門書店「ブックスサカイ深夜プラス1」の店長を務める。そのかたわら『本の雑誌』に連載をはじめ、書評家、エッセイストとしても活躍し、10年後にフリーライターに転身。2002年に書店の現場に復帰し、ときわ書房本店・聖蹟桜ヶ丘店・いわき店の兼任店長。
『このミステリーがすごい!』、『このミステリーがすごい!』大賞を企画し、本屋大賞の創設にも関わった。
2024年9月27日に死去が発表された。67歳没。

## 著書
- 帰りたくない! 茶木則雄 著 本の雑誌社 1997 のち『帰りたくない!：神楽坂下書店員フーテン日記』（光文社知恵の森文庫）